# Imperi de Mali
L'Imperi de Mali o Imperi manding o Manden Kurufa fou un imperi africà occidental del mandinka des de vers 1230 a vers 1600. L'imperi fou fundat per Sundiata Keita i esdevingué cèlebre per la riquesa dels seus governants, especialment Mansa Musa I. L'Imperi de Mali va deixar moltes influències culturals profundes a Àfrica occidental, permetent l'extensió de la seva llengua, dret i costums al llarg del riu Níger. L'imperi de Mali s'estenia sobre una àrea molt gran i constava de nombrosos regnes vassalls i províncies.

## Manden

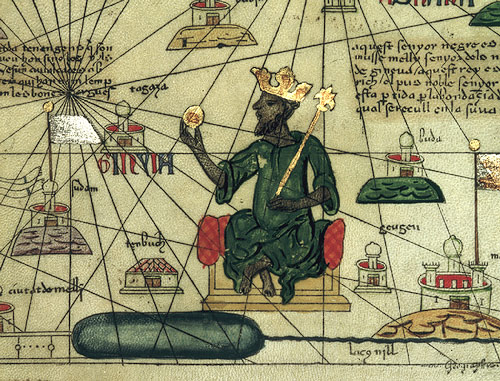
Mansa Musa dibuixant aguantant una pedra d'or a l'Atles Català de 1375.

L'Imperi de Mali va créixer en una àrea anomenada pels seus habitants contemporanis com Manden. El nom de Manden el va agafar pels seus habitants els mandinka (inicialment Manden'ka amb "ka" significant "gent de" i comprenia la part septentrional de la moderna Guinea i la meridional de Mali. L'imperi s'establí originalment com una federació de tribus mandinka anomenada la Manden Kurufa (literalment Federació Manden), però més tard va esdevenir un imperi que dominava sobre milions de persones de gairebé cada grup ètnic de l'Àfrica occidental.

## Etimologia
Els orígens del que anomenem l'Imperi de Mali són complexos i encara discutien en cercles erudits arreu del món. Si bé el significat de "Mali" encara es discuteix, el procés de com s'introduí al lèxic regional no presenta cap dubte. Com s'ha dit abans els mandinka de l'edat mitjana anomenaven a la seva pàtria ètnica com "Manden".
Entre els molts grups ètnics diferents que rodejaven Manden hi havia els grups que parlaven pulaar a Macina, Tekrur i Futa Djalon. El mandinka de Manden esdevingueren els malinkes de Mali. Així mentre la gent mandinka generalment anomenava a la seva terra i a la capital provincial com a Manden, els seminòmades fula, subjectes que residien a les fronteres occidentals (Tekrur), del sud (Futa Djalon) i orientals (Macina) popularitzaren el nom Mali per a aquest regne i imperi.

## Mali Preimperial
El regne mandinka de Mali o Manden ja existia uns quants segles abans de la unificació de Sundiata com una sèrie de petits estats just al sud de l'imperi soninké de Wagadou, més conegut com l'Imperi de Ghana. Aquesta àrea es componia de muntanyes, sabana i bosc que proporcionava protecció ideal i recursos per una població de caçadors. Aquells que no vivien a les muntanyes van fundar petites ciutats estats com Toron, Ka-Ba i Niani. La dinastia Keita de la qual gairebé tots els emperadors de Mali remunten el seu llinatge, s'originà suposadament en Bilal ibn Ribah, el fidel muezzin del profeta de l'Islam Muhammad. Era pràctica comuna durant l'edat mitjana que els governants tant cristians com musulmans lliguessin la seva sang a una figura fonamental en la història de la seva fe. Així mentre el llinatge de la dinastia Keita pot ser dubtós, els cronistes orals han conservat una llista de cada governant Keita des de Lawalo (suposadament un dels set fills de Bilal que s'instal·laren a Mali) a Maghan Kon Fatta (pare de Sundiata Keita).

### La Província de Kangaba
Durant el període de màxim poder de Wagadou, la terra de Manden es convertí en una de les seves províncies. La ciutat estat de Ka-ba (Kangaba actual) a Manden era la capital i donava nom a la província. De com a mínim el començament de l'11è segle, reis Mandinka coneguts com a faamas governaven Manden des de Ka-ba, en nom dels ghanes.

#### Reis de Kangaba
- Taraore vers 1050-1090
- Baraonendana vers 1090-1150
- Hamama vers 1150-1190
- Di Jigi Bilali vers 1190-1200
- Keita Nari fa Majan vers 1200-1218
- Danagaram Tumo vers 1218-1228
- Soninke 1228-1230

### Els Dotze Regnes
El control de Wagadou sobre Manden va arribar al final després de 14 anys de guerra amb els almoràvits, musulmans principalment d'extracció amaziga de l'Àfrica del nord. La província de Kangaba, alliberada tant dels soninké com de la influència amaziga, es va dividir en dotze regnes amb el seu propi maghan (príncep) o faama. Manden es va dividir en dues part per la meitat, amb el nord-est d'una banda i el territori Kri al sud-oest de l'altra. El petit regne de Niani era un dels diversos regnes a l'àrea Kri de Manden.

### Governants Kaniaga
Aproximadament el 1140 el regne Sosso de Kaniaga, un antic vassall de Wagadou, començava a conquerir les terres dels seus antics amos. Per el 1180 havia subjugat fins i tot Wagadou forçant els soninké a pagar tribut. El 1203, el rei Sosso Soumaoro del clan Kanté arribava al poder i segons hom diu, terroritzà Manden, robant dones i béns tant de Dodougou com de Kri.

### Príncep Lleó

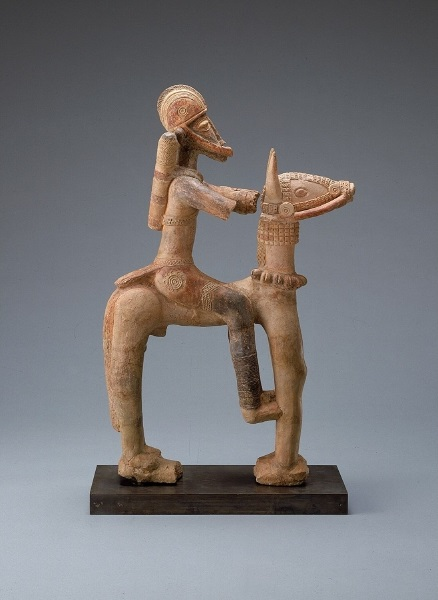
Cavaller de terracota de Mali, figura datada vers els segles XIII-XV

Durant l'ascens de Kaniaga, Sundiata del clan Keita naixia al voltant de 1217. Era el fill del faama de Niani, Nare Fa (també conegut com a Maghan Kon Fatta o sigui "el príncep maco"). La mare de Sundiata era la segona muller de Maghan Kon Fatta, Sogolon Kédjou. Procedia de la terra de Do, cap al sud de Mali. El fill d'aquest matrimoni rebia el primer nom de la seva mare (Sogolon) i el cognom del seu pare (Djata). Combinats en la llengua parlada dels mandinka, els noms formaven Sondjata, Sundjata o Sundiata Keita. La versió anglicitzada d'aquest nom, Sundiata, és la més popular. En el relat d'Ibn Khaldun, Sundjata s'esmenta com a Mari Djata on "Mari" vol dir "amir" o "príncep". També afegeix que Djata o "Jatah" significa "lleó".
Una profecia va assegurar que el príncep Sundjata es convertiria en un gran conqueridor. Per desconsol dels seus pares el príncep no va tenir un començament prometedor. Sundiata, segons les tradicions orals, no va caminar fins que va tenir set anys. Tanmateix, una vegada que Sundiata va començar caminar es va fer més fort i cada vegada més respectat. Tristament per a Sundjata, això no va passar abans de la mort del seu pare. Malgrat que el faama de Niani va escoltar la profecia i va deixar el tron a Sundiata, el fill de la seva primera muller Sassouma Bérété, Dankara Touman, el va suplantar i es va coronar. Tan aviat com el nou rei va tenir el tron, d'acord amb la seva mare, va forçar a Sundjata, que resultava massa popular, a l'exili junt amb la seva mare i dues germanes. Abans que Dankaran Touman i la seva mare poguessin gaudir del seu poder, el veí rei sosso Soumaoro posava les seves vistes en Niani forçant Dankaran a fugir a Kissidougou.
Després de molts anys en exili, primer a la cort de Wagadou i llavors a Mema, Sundiata fou trobat per una delegació Niani i se li va pregar de combatre els sosso i alliberar els regnes de Manden per sempre.

#### Batalla de Kirina
Retornant amb els exèrcits combinats de Mema, Wagadou i tot els rebels de les ciutats estat dels mandinka, el maghan Sundiata dirigí la rebel·lió contra el regne Kaniaga al voltant de 1234. Les forces combinades del nord i del sud de Manden derrotaven l'exèrcit sosso a la batalla de Kirina (llavors coneguda com a Krina) aproximadament el 1235. Aquesta victòria ocasionava la caiguda del regne Kaniaga i l'ascens del que seria l'Imperi de Mali. Després de la victòria, el rei Soumaoro desapareixia, i el mandinka assaltaven la darrera de les ciutats Sosso. Maghan Sundiata es declarava "faama de faamas" i rebia el títol de "mansa", que es tradueix aproximadament com a emperador. A l'edat de 18 anys obtenia l'autoritat sobre els dotze regnes en una aliança coneguda com el Manden Kurufa. Se'l coronava sota el nom de tron de Mari Djata i fou el primer emperador Mandinka.

### Organització
El Manden Kurufa fundat per Mari Djata estava format per tres estats lliurement aliats que eren Mali, Mema i Wagadou més les "Dotze Portes de Mali". És important recordar que Mali, en aquest sentit, estrictament es refereix a la ciutat estat de Niani. Les "Dotze Portes de Mali" eren una coalició de territoris conquerits o aliats, principalment dins de Manden, amb fidelitat jurada a Sundiata i els seus descendents. En clavar les seves llances a terra davant del tron de Sundiata, cada un dels dotze reis renunciava al seu regne en favor de la dinastia Keita. A canvi de la seva submissió, esdevenien "farbas" una combinació de les paraules mandinka "farin" i "ba" (gran farin). Farin era en aquella època un terme general per indicar "comandant del nord". Aquests farbas governarien els seus antics regnes en nom del mansa amb gran part de l'autoritat que tenien abans d'unir-se al Manden Kurufa.

#### La Gran Assemblea
La Gbara o la Gran Assemblea va servir de cos deliberatiu mandinka fins a l'esfondrament del Manden Kurufa vers el 1645. A la seva primera reunió, al Kouroukan Fouga (Divisió del Món), hi van assistir 29 delegats de clan, presidits per un belen-tigui (mestre de cerimònia).

#### Reforma social, econòmica i governamental
El Kouroukan Fouga també va posar en marxa reformes socials i econòmiques incloent-hi prohibicions sobre el maltractament de presos i esclaus, establint per escrit a cada clan clarament el que podrien dir i sobre qui. Sundiata tanmateix va dividir les terres entre la gent, assegurant-se que tothom tenia un lloc en l'imperi i va fixar tipus de canvi pels productes comuns.

#### Mari Djata I
El regnat de mansa Mari Djata va veure la conquesta i/o annexió d'uns quants estats locals clau a l'Imperi de Mali. El mansa Djata Mai no va participar en la guerra després de la batalla de Kirina, però els seus generals continuaven expandint les fronteres, especialment a l'oest on arribaren al riu Gàmbia i les marques de Tekrur. Això el permetia governar un regne més gran que fins i tot l'Imperi de Ghana en el seu àpex. Quan les campanyes militars es van acabar el seu imperi s'estenia 1.600 km de l'est a l'oest amb fronteres a les corbes dels rius Senegal i Níger respectivament. Després d'unificar Manden, va afegir els camps d'or Wangara que va convertir en el límit meridional. Les ciutats comercials del nord, Oualata i Audaghost, també foren conquerides i passaren a ser la frontera septentrional del nou estat. Wagadou i Mema esdevingueren els socis menors de l'estat i part del nucli imperial. Les terres de Bambougou, Jalo (Futa Djalon), i Kaabu foren afegides a Mali per Fakoli Koroma i Tiramakhan Traore respectivament.

## Mali imperial

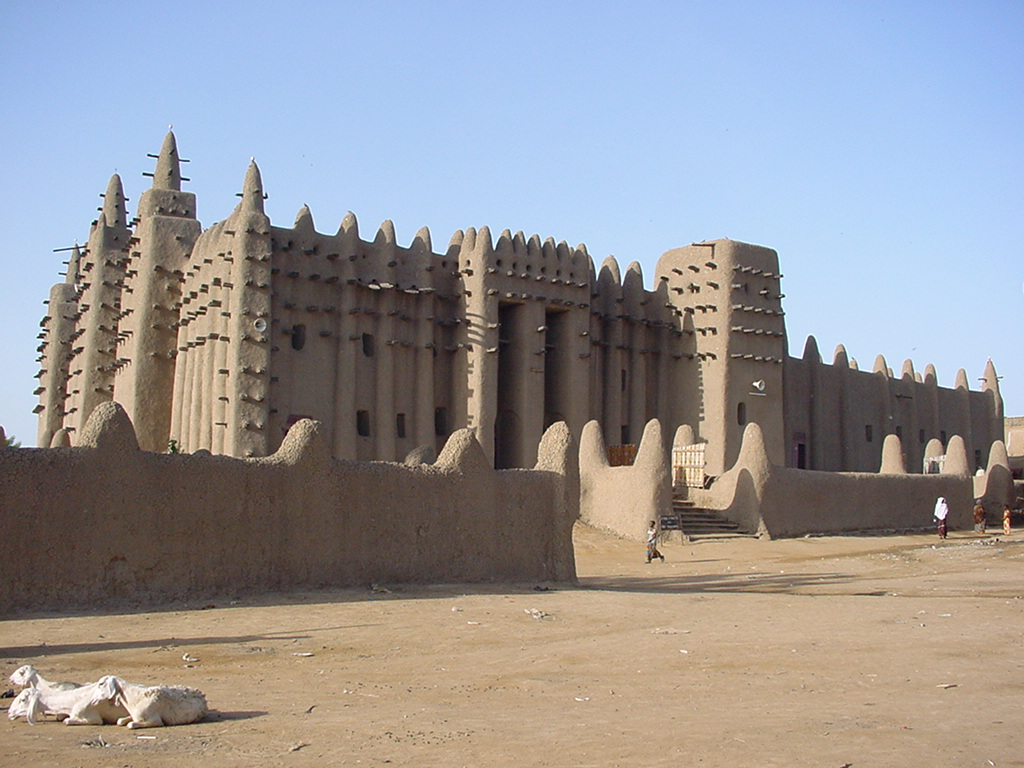
Mesquita de Djenné

Hi va haver 21 manses coneguts de l'Imperi de Mali després de Mari Djata I i probablement aproximadament dos o tres més no coneguts. Els noms d'aquests governants arriben a la història a través dels djelis (tradició oral) i dels descendents moderns de la dinastia Keita que resideixen a Kangaba. El que separa aquests 21/23 governants del fundador, altre que el paper històric del primer establint l'estat, és la seva transformació del Manden Kurufa en un Imperi Manden. No contents amb governar els seus conciutadans unificats per la victòria de Mari Djata I, aquests manses conqueririen i annexionarien als peuls, wòlofs, serers, bamanes, songhais, tuaregs, i altres nombroses poblacions, dins un imperi immens.

### Llista de manses
- Mari Djata I 1230-1255
- Uali 1255-1270
- Wati 1270-1274
- Khalifa 1274
- Abubakari 1274-1285
- Sakura 1285-1300
- Qu 1300-1305
- Mohammed 1305-1312
- Musa I 1312-1337
- Maghan I 1337-1341
- Suleiman 1341-1360
- Qasa o Camba 1360-1361
- Mari Djata II 1361-1374
- Musa II 1374-1387
- Maghan II 1387-1389
- Sandaki 1389-1390
- Maghan III 1390-1400 (Mahmud I)
- Musa III 1400-vers 1440
- Ouali II vers 1440-1481
- Mahmud II 1481-1496
- Mahmud III 1496-1559
- Vacant 1559-1560
- Mahmud IV 1560-1610
- Divisió en tres regnes vers 1610

### El llinatge Djata 1250-1275
Els primers tres successors a Mari Djata reclamaven el dret de successió per raó de sang o bé alguna cosa molt propera a això. Aquest període de vint-i-cinc anys va veure guanys sorprenents per al mansa i també les rivalitats internes ferotges que gairebé acabaren amb l'imperi recent fundat.

#### Uali I
Després de la mort de Mari Djata el 1255, el costum manava que el seu fill pugés al tron, suposant que fos major d'edat. Tanmateix, Yérélinkon, el seu fill, era un menor quan el pare va morir. i, per tant, Manding Bory, el germanastre de Mari Djata i kankoro-sigui (visir), hauria d'haver estat coronat segons el Kouroukan Fouga. Però el fill de Mari Djata va agafar el tron i es va coronar com Mansa Uali (també "Wali" o "Ali", francès Ouali).
Mansa Ouali demostrà que era un bon emperador i va afegir més terres a l'imperi incloent-hi les províncies gambianes de Bati i Casa. També conqueria l'or que produïen les províncies de Bambuk i Bondou. Es va establir la província central de Konkodougou. El regne songhai de Gao també sembla que va quedar subjugat (primera de moltes vegades) al voltant d'aquest període.
A banda de la conquesta militar, a Uali també se li atribueixen reformes agrícoles per tot l'imperi on va posar molts soldats a treballar de pagesos, especialment a les províncies gambianes darrerament adquirides. Just abans de la seva mort el 1270, Ouali se n'anà a l'hajj (peregrinació) a la Meca durant el regnat del sultà Baibars, segons Ibn Khaldun. Això ajudava a reforçar els lligams amb Àfrica del nord i amb els comerciants musulmans.

#### Fills dels generals
Com a política de controlar i premiar als seus generals, Mari Djata adoptava els seus fills. Aquests nens estaven criats a la cort del mansa i es convertien en Keites quan arribaven a la maduresa. El 1270, veient el tron com el seu dret, dos fills adoptats per Mari Djata es van fer un a l'altra una guerra devastadora que amenaçava de destruir el que els primers dos manses havien construït. El primer fill que va obtenir el tron era mansa Uati (també "Wati) el 1270. Regnà durant quatre anys en els quals va gastar de manera pròdiga i va governar cruelment (segons el djelis). A la seva mort el 1274, l'altre fill adoptat, mansa Khalifa, agafava el tron. Es recorda com fins i tot pitjor que Uati. Governava malament, era boig i disparava amb fletxes des del sostre del seu palau als transeünts. Ibn Khaldun explica que la gent finalment es va revoltar i el va matar durant la rebel·lió popular. El Gbara va nomenar al seu lloc a Manding Bory el 1275 coronat com mansa Abubakari, corrupció mandinga del nom musulmà Abu Bakr.

### Cort dels Mansa 1275-1300
Després del caos dels regnats d'Uati i Khalifa, governaven un cert nombre d'oficials de la cort amb lligams estrets a Mari Djata. Començaven el retorn de l'imperi a un bon estat i s'iniciava una era daurada.

#### Abubakari I
La mare de mansa Abubakari era Namandjé, la tercera muller de Maghan Kon Fatta. Abans d'esdevenir mansa, Abubakari havia estat un dels generals del seu germà i posteriorment el seu kankoro-sigui (visir). Poc més se sap sobre el regnat d'Abubakari I, però sembla va tenir èxit aturant la pèrdua de riquesa de l'imperi.

#### Sakura
El 1285, un esclau de la cort alliberat per Mari Djata, i que havia servit també com a general, usurpava el tron de Mali. El regnat de mansa Sakura (francès Sakoura) sembla haver estat beneficiós malgrat la sacsejada política. Afegia les primeres conquestes a Mali des del regnat d'Uali incloent-hi antigues províncies de Wagadou: Tekrur i Diara. Les seves conquestes no s'aturaren en els límits de Wagadou tanmateix. Va fer campanya al Senegal i conquerí la província wòlof de Diolof, després l'exèrcit es va dirigir a l'est per dominar el coure que produïa l'àrea de Takedda. També conqueria Macina i atacava a Gao per suprimir la seva primera rebel·lió contra Mali. Més que només un guerrer, Mansa Sakoura se n'anava a l'hajj durant el regnat d'An-Nàssir Muhàmmad ibn Qalàwun. mansa Sakura també obria negociacions de comerç directes amb Trípoli i el Marroc.
Mansa Sakoura era assassinat al retorn del seu viatge des de la Meca, prop de Djibouti, per un guerrer danakil que intentava robar-lo. Els acompanyants de l'emperador s'afanyaren a portar el seu cos a casa a través de l'Altiplà d'Ouaddai (Waddai) i l'Imperi de Kanem on un missatger fou enviat a Mali amb notícies de la mort de Sakoura. Quan el cos arribava a Niani, se li va fer un enterrament regi malgrat les arrels esclaves de l'usurpador.

### El llinatge Kolonkan 1300-1312
El Gbara va seleccionar a Ko Mamadi (Qu) com el següent mansa el 1300. Era el primer d'una línia nova de governants que directament descendien de la germana de Mari Djata, Kolonkan. Però com que compartien la sang de Maghan Kon Fatta, es consideren Keites legítims. Fins i tot Sakura, amb la seva història de ser un esclau a la família Djata, es considerava un Keita; així la línia de Bilal encara no s'havia trencat.
És durant el llinatge Kolonkan que les característiques que defineixen de l'edat d'or Mali comencen a aparèixer. Mantenint els desenvolupaments de Sakura i Abubakari I, els mansas Kolonkan conduïren a Mali de manera segura cap al seu àpex.

#### Economia
L'Imperi de Mali floria a causa principalment del comerç. Contenia tres mines d'or immenses dins de les seves fronteres a diferència del regne de Ghana, que era només un punt de trànsit per l'or. L'imperi gravava totes les unces d'or o sal que entraven per les seves fronteres. Abans del començament del 14è segle, Mali era la font de gairebé l'or de la meitat del Vell Món exportat de mines a Bambuk, Boure i Galam. No hi havia cap moneda estàndard per tot el regne, però unes quantes formes eren prominents per regió. Les ciutats sahelianes i saharianes de l'Imperi de Mali s'organitzaven com a punts del comerç de caravanes de llarga distància i com a centres comercials dels diversos productes africans occidentals. A Taghaza, per exemple, s'intercanviava sal; a Takedda, coure. Ibn Battuta va observar la feina del treball esclau a les dues ciutats. Durant la majoria del seu viatge, Ibn Battuta viatjava amb un seguici que incloïa esclaus, la majoria dels quals portaven béns per al comerç però que podien ser negociats com esclaus. En el retorn de Takedda al Marroc, la seva caravana transportava 600 esclaus femenins, suggerint que l'esclavitud era una part substancial de l'activitat comercial de l'imperi.

##### Or

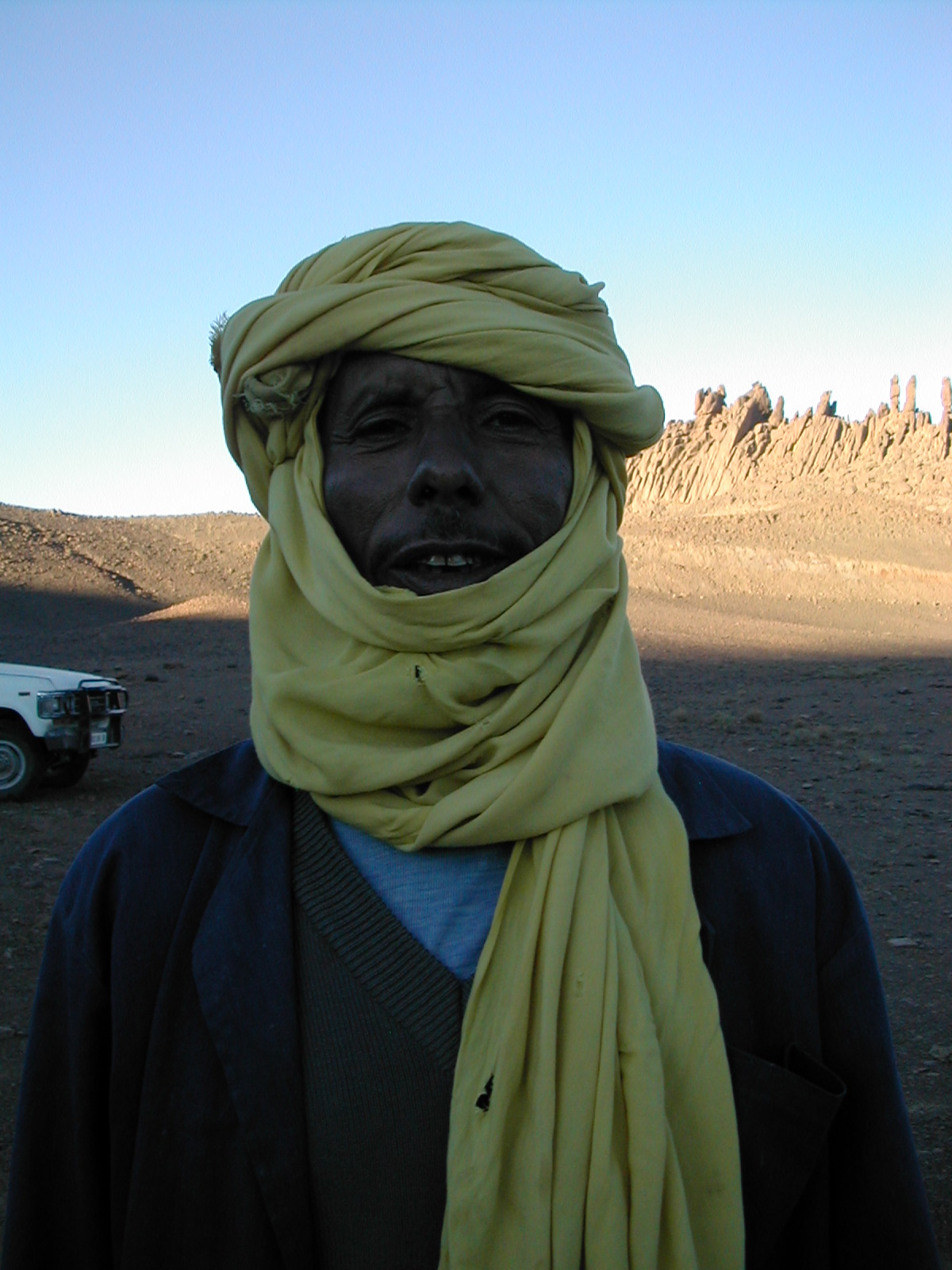
Els tuaregs foren part important del comerç de sal al Sàhara i encara ho són

Les pedres d'or eren la propietat exclusiva del mansa, i era il·legal comerciar amb elles dins de les seves fronteres. Tot l'or es lliurava immediatament al tresor imperial a canvi d'un valor igual de pols d'or. La pols d'or s'havia pesat i s'havia reservat per a l'ús com a mínim des del temps del Regne de Ghana. Mali copiava la pràctica per evitar inflació de la substància, des que era tan prominent a la regió. La mesura més comuna per a l'or dins del regne era l'ambigua mithqal (4.5 grams d'or). Aquest terme s'utilitzava de manera intercanviable amb dinar, encara que és poc clar si alguna moneda encunyada fou utilitzada a l'imperi. La pols d'or s'utilitzava per tot arreu de l'imperi, però no es valorava igualment a totes les regions.

##### Sal
La següent gran unitat d'intercanvi al'Imperi de Mali era la sal. La sal era valuosa, fins i tot més valuosa que l'or a l'Àfrica subsahariana. Es tallava en peces i es pesava en béns amb igual poder de compra per tot l'imperi. Mentre que era tan bona com l'or al nord, era fins i tot millor al sud. La gent del sud necessitava sal per al seu règim, però era extremadament rara. La regió del nord d'altra banda no tenia escassetat de sal. Tots els anys els comerciants entraven a Mali via Oualata amb càrregues de camells de sal per vendre's a Niani. Segons Ibn Battuta que visità Mali al mig del segle xiv, un camell carregava sal a Walata per valor de 8-10 mithkals d'or, però a Mali propi es venia per 20-30 ducats i de vegades fins i tot 40.

##### Coure
El coure era també una mercaderia valorada al Mali imperial. El coure, comerciat en barres, era obtingut a la mina de Takedda al nord i es comerciava amb el sud a canvi d'or. Fonts contemporània parlen de 60 barres de coure per 100 dinars d'or.

#### Militars
El número i freqüència de conquestes a finals del segle xiii i durant el segle xiv indiquen que els manses Kolonkan heredaren i/o desenvoluparen unes capacitats militars importants. S'atribueix a Sundiata Keita com a mínim l'organització inicial de la màquina de guerra Mandinga. Tanmateix, va patir canvis radicals abans d'arribar a les proporcions llegendàries de després. Gràcies a estabilitzar els ingressos fiscals i un govern estable al darrer quart del segle xiii, l'Imperi de Mali va ser capaç de projectar el seu poder per tot el seu extens domini i més enllà.

##### Força

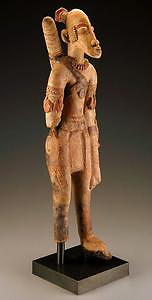
Arquer de terracotta de Mali (segles XIII-XV)

L'Imperi de Mali mantenia un exèrcit semiprofessional, amb dedicació plena, per defensar les seves fronteres. La nació sencera es mobilitzava, cada clan estava obligat a proporcionar una quota d'homes d'edat de combatre. Aquests homes havien de ser de la casta horon (homes lliures) i tenien les seves pròpies armes. Els historiadors contemporanis presents durant l'ascens i decadència de l'Imperi de Mali enregistren el seu exèrcit a 100000 homes amb 10.000 de cavalleria. Amb l'ajuda dels clans de les vores dels rius, aquest exèrcit es podria desplegar per tot el regne amb poc temps.

##### Ordre de Batalla
Durant el segle xiv l'exèrcit estava dividit en els comandament del nord i el sud dirigides pel Farim-Soura i el Sankar-Zouma, respectivament. Aquests dos homes eren part de l'elit de guerrers de Mali conegut com el tona-ta-jon-ta-ni-woro (" setze esclaus portadors de carcajs"). Encara que cada representant o tigi de tona ("mestre d'arquers") aconsellava al mansa i al Gbara, només aquests dos homes tenien un poder tan gran.
El ton-tigi pertanyia a una força d'elit de comandants de cavalleria anomenats els farari ("homes valents"). Cada membre farariya ("valent") tenia un cert nombre d'oficials d'infanteria per sota seu anomenats kèlè-koun o dùùkùnàsi. Un kèlè-koun portava tropes lliures a la batalla al costat d'un farima ("home valent") durant la campanya. Un dùùkùnàsi executava la mateixa funcióperò amb tropes esclaves anomenades sofà ("guardià del cavall") i sota el comandament d'un farimba ("gran home valent"). El farimba operava des d'una guarnició amb un gairebé una força totalment esclava, mentre que un farima operava en el camp amb virtualment tots els seus homes lliures.

##### Equipament
L'exèrcit de l'Imperi de Mali feia servir una àmplia varietat d'armes, depenen en gran part d'on s'originaven les tropes. Només els sofa eren proveïts per l'estat, utilitzant arcs i fletxes enverinades. Els guerrers lliures del nord (mandekalu o altres), eren normalment proveïts amb canyes grans o escuts animals i una llança de punyalada anomenada la tamba. Els guerrers lliures del sud venien armat amb arcs i fletxes enverinades. L'arc figurava de manera destacada a la guerra mandinka i era un símbol de força militar per tota la cultura. Els arquers formaven una porció gran de l'exèrcit de camp així com la guarnició. Tres arquers per cada llancer era la proporció a Kaabu i al Gàmbia vers a la meitat del segle xvi. Proveït amb dos carcajs i un ganivet subjectat al darrere del seu braç, els arquers mandings utilitzaven fletxes de ferro que s'enverinaven normalment. També s'utilitzaven fletxes enceses per lluites de setge. Mentre que les llances i els arcs eren el pilar de la infanteria, les espases i les llances de fabricació local o estrangera eren les armes d'elecció de la cavalleria. Ibn Battuta fa comentaris sobre demostracions d'esgrima davant del mansa i els seus col·laboradors, incloent-hi l'intèrpret reial. Una altra arma comuna dels guerrers mandekalu era la javelina de verí utilitzada en escaramusses. Els cavallers de Mali també utilitzaven arnès de cadena per defensa, i escuts similars als de la infanteria.

#### El mansa de Gao
Ko Mamadi es coronava com mansa Gao i governava sobre un imperi reeixit, del que no hi ha cap crisi enregistrada. El seu fill, Mansa Mohammed ibn Gao, pujava al tron cinc anys més tard i continuava l'estabilitat de la línia Kolonkan.

#### Abubakari II
L'últim governant Kolonkan, Bata Manding Bory, es coronava com mansa Abubakari II el 1310. Continuava l'estil no militant de governant que caracteritzà a Gao i Mohammed ibn Gao, però estava interessat en el mar a l'occident de l'imperi. Segons un relat de Mansa Musa I, que durant el regnat d'Abubakari II va servir com el kankoro-sigui (visir) del mansa, Mali va enviar dues expedicions a l'Atlàntic. Mansa Abubakari II va deixar Musa com a regent de l'imperi, demostrant l'estabilitat d'aquest període a Mali, i va marxar amb la segona expedició al front d'aproximadament 40.000 piragues amb els seus rems i veles el 1311. Ni l'emperador ni cap dels vaixells no va retornar a Mali. Els historiadors moderns i els científics són escèptics sobre l'èxit de qualsevol viatge, però el compte d'aquests esdeveniments es conserva tant en registres nord-africans escrits com en els registres orals del djelis de Mali.

### El llinatge Laye 1312-1389
L'abdicació d'Abubakari II de 1312, l'única enregistrada en la història de l'imperi, marcava el començament d'un llinatge nou descendent de Faga Laye. Faga Laye era el fill d'Abubakari I. A diferència del seu pare, Faga Laye mai va tenir el tron de Mali. Tanmateix, la seva línia produiria set mansa que regnaren durant el zenit del poder de Mali i fins al començament de la seva decadència.

#### Administració

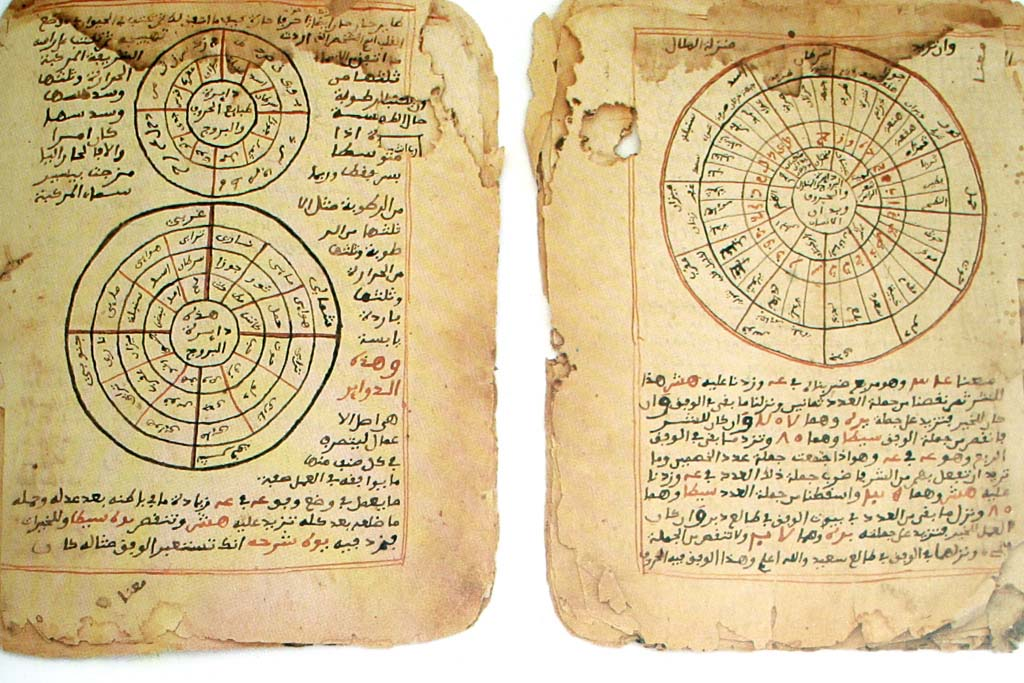
Els manuscrits de Timbuktu mostrant matemàtiques i astronomia.

L'Imperi de Mali va cobrir una gran àrea per un període més llarg de temps que qualsevol altre estat africà occidental abans o de llavors ençà. El que feia possible això era la natura descentralitzada de l'administració per tot l'estat. Segons Joseph Ki-Zerbo, com més lluny de Niani vaitjava una persona, més descentralitzat es tornava el poder del mansa. No Obstant sixò, el mansa aconseguia recaptar taxes i el control nominal sobre l'àrea, sense provocar als subjectes a la rebel·lió. En el nivell local (poble, ciutat petita, ciutat), kafo-tiguis (mestres del país) elegien un dougou-tigui (mestre del poble) d'un suposat descendent de sang del fundador semimític de cada localitat. Els administradors de nivell de districte eren anomenats kafo-tigui (mestre de districte) i eren assignats pel governador de la província entre gent de dins del seu propi cercle. Només quan s'arriba a l'estat o al nivell de província és quan la interferència de l'autoritat central a Niani es feia present. Les províncies triaven els seus propis governadors mitjançant el seu propi costum (elecció, herència, etc.). Sense tenir en compte el seu títol a la província, eren reconeguts dyamani-tigui (mestre de província) pel mansa. Els dyamani-tiguis havien de ser aprovats pel mansa i eren subjectes al seu control. Si el mansa no creia que el dyamani-tigui era capaç o fiable, un farba es podria instal·lar per supervisar la província o administrar-la immediatament.

##### Farins i Farbas
Els territoris de Mali passaren a l'imperi mitjançant conquesta o annexió. En cas de conquesta, els farins prenien control de l'àrea fins que un governant natiu adequat es podria trobar. Després d'assegurar la lleialtat o com a mínim d'obtenir la capitulació d'una àrea, se li permetia seleccionar el seu propi dyamani-tigui. Aquest procés era essencial per mantenir lleials a les elits mandings que els governaven a les poblacions que eren mandings
Excloent algunes altres dificultats, el dyamani-tigui dirigia la província per si mateix, recollint impostos i aixecant exèrcits que aconseguia de les tribus sota el seu control. Tanmateix, els territoris que eren crucials per comerciar o subjectes a rebel·lió, rebien un farba. Els farbes eren triats pel mansa entre els farins conqueridors, els membres de la seva família o fins i tot entre esclaus. L'únic requisit era que el mansa havia de saber que podria confiar que aquest individu protegiria els interessos imperials.
Les obligacions del farba incloïen informar de les activitats del territori, recollir impostos i assegurar l'administració nativa sense contradir ordres que s'enviaven des de Niani. El farba també podria agafar poder a l'administració nativa si calia, i podia alçar un exèrcit a l'àrea per la defensa, o per reprimir revoltes.
El càrrec de farba era molt prestigiós, i els seus descendents el podrien heretar amb l'aprovació del mansa. El mansa també podria reemplaçar un farba si s'escapava del seu control com en el cas de Diafunu.

#### Territori

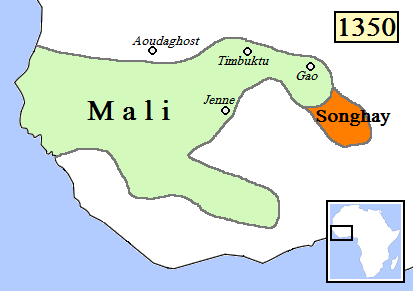
L'Imperi de Mali vers 1350.

L'Imperi de Mali va arribar a la seva extensió més gran sota els manses Laye. Al-Umari, que escrivia una descripció de Mali basada en informació que li va donar Abu Sa'id 'Otman al-Dukkali (que havia viscut 35 anys a Niani), deia que el regne era quadrat que hi havia vuit dies de viatge de l'extrem a la costa de Tura (a la desembocadura del riu Senegal) fins a Muli (també coneguda com a Tuhfat). Umari també descriu l'imperi com situat al sud de Marraqueix i gairebé totalment habitat amb l'excepció de pocs llocs. El domini de Mali també s'estenia al desert, que descriu com al nord de Mali però sota la seva dominació insinuant alguna classe de vassallatge dels Antasar, Yantar'ras, Medussa i Lamtuna, tribus amazigues. L'àrea total de l'imperi incloïa gairebé tota la terra entre el desert del Sàhara i els boscos costaners. Abraçava els moderns estats de Mauritània, Senegal, Gàmbia, Guinea Bissau, Guinea, Mali i part de Níger. El 1350 l'imperi 
cobria aproximadament 1.138.046 km². L'imperi va arribar també a la seva major població durant el període Laye, governant 400 ciutats, i pobles de diverses religions i llengües. Durant aquest període només l'Imperi Mongol era més gran.
L'augment extraordinari en la mida de l'imperi demanava un canvi en l'organització del Manden Kurufa de tres estats amb dotze dependències. Aquest model fou desballestat al temps de Mansa Musa. Segons al-Umari, que com s'ha dit havia obtingut les dades d'un amazic que havia viscut 35 anys a Niani, hi havia 14 províncies (realment regnes tributaris) però només n'esmenta tretze:
- Gana (restes del regne de Ghana)
- Zagun o Zafun (Diafunu)[36]
- Tirakka o Turanka (Entre Gana i Tadmekka))[35]
- Tekrur (a la tercera cascada del riu Senegal, nord de Dyolof)
- Sanagana (del nom d'una tribu de l'àrea al nord del riu Senegal)
- Bambuck o Bambughu (regió de mines d'or)
- Zargatabana
- Darmura o Babitra Darmura
- Zaga (al Níger, riu avall de Kabora)
- Kabora o Kabura (al Níger)
- Baraquri o Baraghuri
- Gao o Kawkaw (província habitada pel Songhai)
- Mali o Manden (província principal de la que l'imperi derivava el nom)

#### Musa I

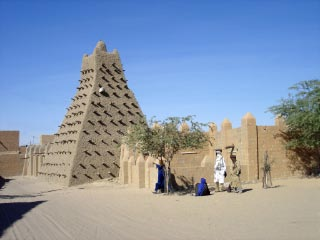
Mesquita de Sankore

El primer governant del llinatge Laye fou Kankan Musa (o Moussa), també conegut com a Kango Musa. Després d'un any sencer sense notícies d'Abubakari II fou coronat com a mansa amb el nom de Musa. Mansa Musa era un dels primers musulmans veritablement devots que va dirigir l'Imperi de Mali. Intentava fer de l'islam la fe de la noblesa, però mantenint la tradició imperial de no imposar-lo al poble. També feia celebracions d'Eid al final de Ramadà com una cerimònia nacional. Podria llegir i escriure àrab i tenia gran interès a la ciutat erudita de Tombuctú, que pacíficament es va annexionar el 1324. Mitjançant una de les esposes reials de la cort, Musa transformava Sankore d'una madrassa informal a una universitat islàmica. Estudis islàmics s'hi van desenvolupar després. Aquell mateix any un general mandinka conegut com a Sagmandir aixefava encara una altra rebel·lió a Gao.
La coronació del seu regnat fou el seu famós pelegrinatge a la Mecca, que començà el 1324 i acabà amb el seu retorn el 1326. Els relats de quantes persones hi van participar i quant or va gastar varien. Tots ells accepten que era un grup molt gran (el mansa portava un guàrdia personal d'uns 500 homes) i repartia tantes almoines i comprava tantes coses que el valor d'or a Egipte i el Proper Orient va disminuir durant dotze anys. Quan passava pels carrers del Caire, l'historiador al-Makrizi feia notar"que els membres del seu entorn es posaven a comprar noies esclaves turques i etiòpiques, noies cantants, i peces de roba, de manera que l'índex del dinar d'or va caure a sis dirhams.
Musa era tan generós que feia córrer els diners i va haver de treure un préstec per poder permetre's el viatge de retorn a casa. L'hajj de Musa, i especialment el seu or, va cridar l'atenció dels mons islàmic i cristià. Consegüentment, el nom de Mali i Tombuctú va aparèixer als mapamundis de segle xiv.
Mentre era a l'hajj (peregrinació), va conèixer el poeta i arquitecte andalusí Es-Saheli. Mansa Musa va portar l'arquitecte a Mali per embellir algunes de les ciutats. Mesquites foren construïdes a Gao i Tombuctú junt amb palaus impressionants també a Tombuctu. Abans de la seva mort el 1337, Mali tenia control sobre Taghazza, una zona al nord, que produïa sal al nord, el que reforçava el seu tresor.
Mansa Musa fou succeït pel seu fill, Maghan I. Mansa Maghan gastava de manera pròdiga i fou el primer emperador que no va lluir des de Khalifa. Però l'Imperi de Mali construït pels seus predecessors era massa fort per poder, fins i tot el seu malgovern, passar intacte al germà de Musa, Souleyman, el 1341.

#### Suleyman
Mansa Suleyman (Souleyman) va prendre dures mesures per tornar a Mali al bon estat financer el que li va crear una reputació de mesquinesa. Tanmateix va demostrar que era un governant bo i fort malgrat nombrosos desafiaments. Fou durant el seu regnat que els atacs dels fula a Takrur van començar. Hi havia també una conspiració de palau per enderrocar-lo planejada per la Qasa (paraula mandinga que vol dir Reina) i uns quants comandants d'exèrcit. Els generals de Mansa Suleyman reeixidament lluitaren contra les incursions militars, i la primera esposa que estava darrere la trama fou empresonada.
El mansa també va fer un hajj reeixit, va mantenir correspondència amb el Marroc i Egipte i va construir una plataforma de terra a Kangaba anomenada el Camanbolon on va celebrar cort amb governadors provincials i va depositar els llibres sagrats que havia portat des d3 l'Hedjaz.
L'únic contratemps essencial en el seu regnat fou la pèrdua de la província Dyolof (al Senegal). Les poblacions de wòlofs de l'àrea van formar el seu propi estat conegut com l'imperi de Jolof durant els anys 1350-1360. Tanmateix, quan arribà Ibn Battuta a Mali el juliol de 1352, va trobar una civilització sense parell amb virtualment tot al món musulmà o cristià. Mansa Suleyman moria el 1360 i era succeït pel seu fill, Camba.
El viatger nord-africà i erudit Ibn Battuta visità l'àrea el 1352 i, segons una traducció anglesa de 1929, deia això sobre els seus habitants:
| « | Els negres posseeixen algunes qualitats admirables. Rarament són injustos i avorreixen la injustícia més que cap altra poble. Hi ha completa seguretat al seu país. Cap viatger ni habitant té res a témer de lladres o atacs violents. | » |

#### Mari Djata II
Després d'uns nou mesos de govern, mansa Camba fou deposat per un dels tres fills de Maghan. Konkodougou Kamissa, anomenat per la província que abans va governar, fou coronat com Mansa Mari Djata II el 1360. Governà opressivament i gairebé arruïnà Mali amb les seves despeses pròdigues. Però tanmateix va mantenir contactes amb el Marroc, enviant una girafa al rei Abu Hassan del Maghreb. Mansa Mari Djata II es va posar seriosament malalt el 1372, i el poder va quedar a les mans dels seus ministres fins a la seva mort el 1374.

#### Musa II
El regnat ruïnós de Mari Djata II deixava l'imperi en mala posició financera, però passava intacte al germà de l'emperador mort, Mansa Fadima Musa o Mansa Musa II, que va començar el procés d'invertir els excessos del seu germà. No va tenir el mateix que els mans anteriors a causa de la influència del seu kankoro-sigui (visir).
El Kankoro-Sigui de Mari Djata, que no tenia cap relació amb el clan Keita, pràcticament dirigia l'imperi en nom de Musa II. Va sufocar una rebel·lió dels tuaregs a Takedda i va fer campanya a Gao. Mentre que tenia èxit a Tahkedda, mai no va obtenir una victòria decisiva a Gao. L'assentament songhai eficaçment es lliurava de l'autoritat de Mali el 1375. No obstant al temps de la mort de mansa Musa II el 1387, Mali era financerament solvent i en control de tot de les seves conquestes prèvies excepte Gao i Dyolof. Quaranta anys després del regnat de Mansa Musa I, l'Imperi de Mali encara controlava aproximadament 1.1 milions de metres quadrats de terra a l'Àfrica Occidental.

#### Maghan II
L'últim fill de Maghan I, Tenin Maghan (també conegut com a Kita Tenin Maghan per a la província que havia governat) fou coronat Mansa Maghan II el 1387. Poc se sap d'ell excepte que només va regnar dos anys. Fou deposat el 1389 marcant el final dels mansas Faga Laye.

### Llinatges obscurs (1389-1545)
Des de 1389 en endavant Mali serà la seu de mansas d'orígens obscurs. Aquest és el període menys conegut en la història imperial de Mali. En aquest temps és evident que no hi va haver cap llinatge ferm que governés l'imperi. L'altra característica d'aquesta era és la pèrdua gradual de les seves possessions del nord i est i la pujada songhai i el moviment del focus econòmic de Mali que va passar des de les rutes comercials transsaharianes al comerç que ressorgia al llarg de la costa.

#### Sandaki
Mansa Sandaki, un descendent del Kankoro-Sigui de Mari Djata, deposava Maghan II convertint-se en la primera persona sense cap relació dinàstica Keita a governar oficialment Mali. No s'hauria de considerar tanmateix que Sandaki és el nom d'aquesta persona sinó un títol. Sandaki probablement vol dir Alt Conseller o Conseller Suprem, des de "san" o "sanon" (que vol dir "alt") i "adegue" (conseller). Només regnaria a l'any abans que un descendent de mansa Gao el deposés.

#### Maghan III
Mahmud, possiblement un net o besnet de Mansa Gao, fou coronat com mansa Maghan III el 1390. Durant el seu regnat, l'emperador mossi Bonga de Yatenga atacà Mali i saquejà Macina. L'emperador Bonga no sembla haver conservat l'àrea, que seguia dins de l'Imperi de Mali després de la mort de Maghan III el 1400.

#### Musa III
Durant els primers anys del segle xv, Mali era encara prou poderós per conquerir i poblar àrees noves. Una d'aquestes fou Dioma, una àrea al sud de Niani poblada pels peul wassoulounké. Dos germans nobles des de Niani de llinatge desconegut se'n van anar a Dioma amb un exèrcit i expulsen els peuls wassoulounké. El germà més gran, Sérébandjougou, es va coronar mansa Foamed o mansa Musa III. És probable que el seu regnat veiés les primeres de moltes grans pèrdues de Mali. El 1430, els tuareg ocupaven Tombuctú. Tres anys més tard, Oualata també queia a les seves mans.

#### Ouali II
Després de la mort de Musa III, el seu germà Gbèré es convertia en emperador a la meitat del segle xv. Gbèré es coronava com mansa Ouali II i governava durant el període de contacte de Mali amb Portugal. A partir dels anys 1450, Portugal començava a enviar partides que atacaven al llarg de la costa de Gàmbia. El riu Gàmbia estava encara fermament sota control de Mali, i aquestes expedicions acabaven amb trobades desastroses per Mali, fins que Diogo Gomes de Portugal va començar relacions formals amb Mali a través dels wòlofs que encara estaven subjectes a l'imperi. Alvise Cadamosto, un explorador venecià, assenyala que l'Imperi de Mali era l'entitat més poderosa a la costa el 1454.
Malgrat el seu poder a l'oest, Mali estava perdent la batalla per la supremacia al nord i nord-est. El nou Imperi Songhai conqueria Mema, una de les possessions més antigues de Mali, el 1465. Llavors arrabassava Tombuctú als tuaregs el 1468 sota Sunni Ali Ber.
El 1477, l'emperador Yatenga Nasséré dirigia encara un altre atac mossi a Macina que aquesta vegada conqueria l'antiga província de BaGhana (Wagadou).

#### Mansa Mahmud II
Mansa Mahmud II arribava al tron el 1481 durant l'espiral descendent de Mali. És desconegut de qui descendia; tanmateix, se cita de vegades un altre emperador, Mansa Maghan III, com Mansa Mahmud I. No obstant els noms de trons no indiquen normalment relacions de sang. El govern de Mansa Mahmud II es va caracteritzar per més pèrdues de les velles possessions de Mali i augment del contacte entre Mali i exploradors portuguesos al llarg de la costa. El 1481 van començar els atacs peuls contra les províncies de Tekrur sota domini de Mali.
El creixent comerç a les províncies occidentals de Mali amb Portugal va permetre l'intercanvi d'enviats entre les dues nacions. Mansa Mahmud II rebé els enviats portuguesos Pêro d'Évora i Gonçalo Enes el 1487. El mansa perdé el control de Jalo durant aquest període. Mentrestant, Songhai ocupava les mines de sal de Taghazza el 1493. Aquell mateix any, Mahmud II envia un altre ambaixador a Portugal que proposà l'aliança contra els Peuls. Els portuguesos decidiren però quedar-se fora del conflicte i les converses acabaren el 1495 sense una aliança.

#### Mansa Mahmud III

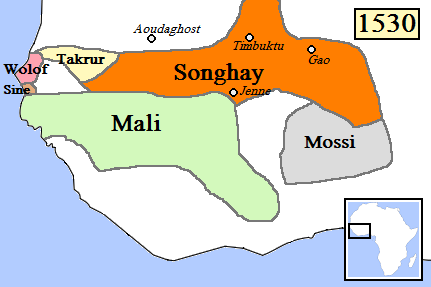
Imperi de Mali i estats circumdants, vers 1530.

L'últim mansa que va governar des de Niani fou mansa Mahmud III també conegut com a Mansa Mamadou II. Arribà al poder al voltant de 1496 i va tenir l'honor dubtós de ser el mansa sota el qual Mali patia les pèrdues més grans del seu territori.
Les forces songhai sota el comandament d'Askia Muhammad derrotaren el general de Mali, Fati Quali, el 1502 i ocuparen la província de Diafunu. El 1514, la dinastia Denanke s'establia a Tekrur. No fou molt de temps abans quan el nou regne de Gran Fulo va començar a guerrejar contra les províncies restants de Mali. Per afegir més llenya al foc, l'Imperi Songhai ocupava les mines de coure de Takedda.
El 1534, Mahmud III rebia un altre enviat portuguès a la cort de Mali, de nom Pero Fernandes. Aquest enviat des del port costaner portuguès d'Elmina arribava en resposta al creixement del comerç al llarg de la costa, i Mali ara demanava urgent ajuda militar contra Songhai. Però cap ajut fou enviat a Mali que va haver de contemplar la caigua una a una de les seves possessions.
El regnat de mansa Mahmud III també va veure la pèrdua de la fortalesa militar i província de Kaabu, que es va fer independent el 1537. L'Imperi Kaabu apareixia amb les mateixes ambicions que el Mali dels primers anys
i engolia les províncies restants a la zona del Gàmbia, Cassa i Bati.
El moment que més defineix el regnat de Mahmud III fou el conflicte final entre Mali i Songhai el 1545. Les forces Songhai sota el germà d'Askia Ishaq, Daud, saquejaren Niani i ocuparen el palau. Mansa Mahmud III fou forçat a fugir de Niani cap a les muntanyes. Al cap d'una setmana, es reagrupà amb les seves forces i va dirigir un reeixit contraatacar forçant als songhai fora del Manden propi. L'Imperi Songhai va conservar les ambicions sobre Mali, però mai no va conquereir plenament als seus vells senyors.
Després d'alliberar la capital, Mahmud III l'abandonà per a una nova residència més lluny al nord. Encara, no havien acabat els problemes de Mali. El 1559, el regne de Fouta Tooro (Futa Toro) reexí a ocupar Takrur. Aquesta derrota reduí Mali a Manden propi amb un control que s'estenia només fins a Kita a l'oest, Kangaba al nord, la corba de Riu de Níger a l'est i Kouroussa al sud.

## Últims temps de l'Imperi de Mali
El llarg regnat de mansa Mahmud III s'acabava al voltant de 1559. Sembla que hi va haver una vacant del tron (o un efímer rei desconegut) entre 1559 i el començament del regnat de l'últim mansa. Una vacant i govern per un oficial de la cort sembla la cosa més probable, ja que el pròxim governant prengué el nom de Mahmud IV. Per 1560, una vegada imperi poderós, era realment només el cor del Manden Kurufa. El següent mansa notable, Mahmud IV, no apareix en cap registre fins al final del XVI segle. Tanmateix, sembla que tingui la distinció de ser l'últim governant d'un Manden unificat. Els seus descendents es culpen de la ruptura del Manden Kurufa en regnes del nord, central i sud.

### Mansa Mahmud IV
Mansa Mahmud IV (també conegut com a mansa Mamadou III, Mali Mansa Mamadou i Niani Mansa Mamadou) fou l'últim emperador de Manden segons el Tarikh al-Sudan on es diu que va atacar la ciutat de Djenné el 1599 aliat als fulani o fulbe que esperaven aprofitar la derrota de Songhai a la batalla de Tondibi. Fusellers marroquins, desplegats des de Tombuctú, van xocar amb les forces del mansa en una batalla que exposà Mali a la mateixa tecnologia (armes de foc) que havia destruït Songhai. Malgrat grans pèrdues, l'exèrcit del mansa no es va desbandar i gairebé va obtenir la victòria. Tanmateix, l'exèrcit de dins de Djenné intervenia forçant Mansa Mahmud IV i el seu exèrcit a retirar-se a Kangaba.

## Esfondrament

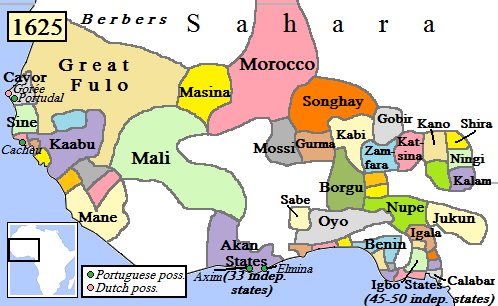
Imperi de Mali i estats circumdants, vers 1625.

La derrota del mansa de fet guanyava per Manden el respecte del Marroc i potser el va salvar de la mateixa sort que Songhai. Serien el mandinka mateixos que provocarien la destrucció final de l'imperi. Al voltant de 1610, Mahmud IV moria. La tradició oral manifesta que tenia tres fills que lluitaren per les restes de Manden. Cap persona en solitari mai més va governar Manden després de la mort de Mahmud IV, ocasionant el final de l'Imperi de Mali.

### Manden Dividit
El vell cor de l'imperi es dividia en tres esferes d'influència. Kangaba, la capital de facto de Manden des dels temps de l'últim emperador, es convertia en la capital de l'esfera del nord. L'àrea Joma, governada des de Siguiri, controlava la regió central, que incloïa Niani. Hamana o Amana, sud-oest de Joma, es convertia en l'esfera del sud amb la seva capital a Kouroussa a la moderna república de Guinea. Cada governant feia servir el títol de mansa, però la seva autoritat només s'estenia dins la seva pròpia esfera d'influència. Malgrat aquesta desunió al regne, aquest romania sota control Mandinka a la meitat del segle xvii. Els tres estats van guerrejar un contra l'altre tant si o més que no ho feien contra estats de fora, però les rivalitats generalment s'aturaven quan es produïa una invasió. Aquesta tendència continuaria fins als temps colonials contra enemics com els Tukulor des de l'oest.

### La Jihad del bamana
Llavors, el 1630, el bamana de Djenné declarava la seva versió de guerra santa en tots els poders musulmans en el modern estat de Mali. Atacaren als paixes marroquins de Tombuctú i als manses de Manden. El 1645, el bamana atacava Manden ocupant les dues ribes del Níger fins a Niani. Aquesta campanya estripava Manden i destruïa qualsevol esperança dels tres manses que cooperaven per alliberar la seva terra. L'únic poder mandinka no afectat per la campanya fou el de Kangaba.

#### Saqueig de Niani
Mama Maghan, mansa de Kangaba, feia campanya en contra el bamana el 1667 i posava setge a Segou-Koro durant tres anys. Segou, defensat per Biton es va defensar amb èxit i Mama Maghan fou forçat a retirar-se. Be en un contraatac o en atacs preplanejats contra les restes de Mali, el bamana va saquejar i cremar Niani el 1670. Les seves forces arribaren tan lluny cap al nord com Kangaba on el mansa estava va veure's obligat a fer la pau amb ells, prometent no atacar fora de Mali. El bamana igualment prometia no avançar més lluny riu amunt de Niamina. Després d'aquest conjunt desastrós d'esdeveniments, mansa Mama Maghan abandonava la capital Niani.